# Charpentry
Charpentry est une commune française située dans le département de la Meuse, en région Grand Est.

## Géographie

### Hydrographie
La commune est dans la région hydrographique « la Seine du confluent de l'Oise (inclus) à l'embouchure » au sein du bassin Seine-Normandie. Elle est drainée par la Buante, le cours d'eau 01 du Ravin de Bouage et divers bras de la Buante,.
La Buante, d'une longueur de 18 km, prend sa source dans la commune de Avocourt et se jette  dans l'Aire à Baulny, après avoir traversé cinq communes.

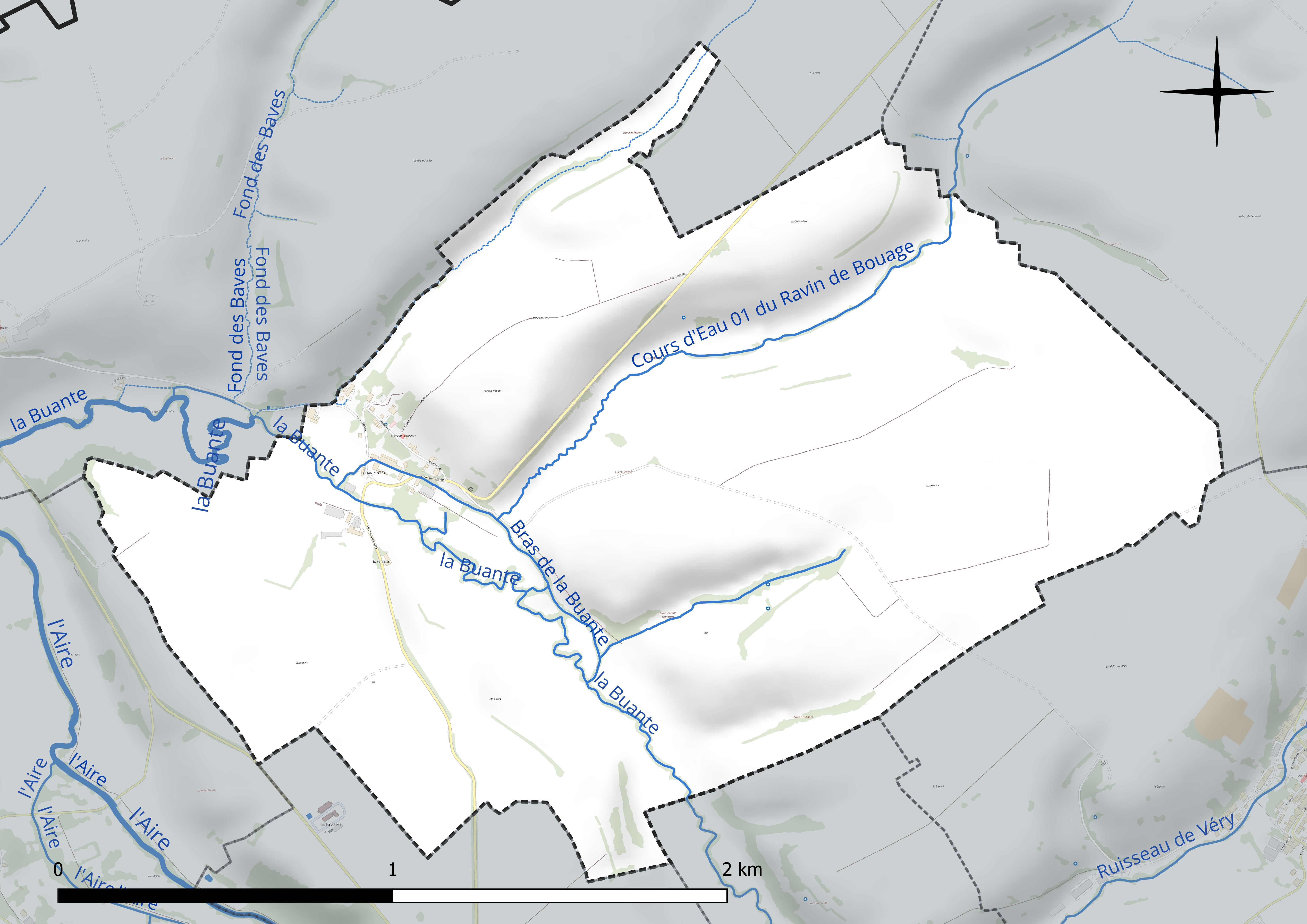
Réseau hydrographique de Charpentry.

### Climat
Pour des articles plus généraux, voir Climat du Grand Est et Climat de la Meuse.
En 2010, le climat de la commune est de type climat des marges montargnardes, selon une étude du Centre national de la recherche scientifique s'appuyant sur une série de données couvrant la période 1971-2000. En 2020, Météo-France publie une typologie des climats de la France métropolitaine dans laquelle la commune est exposée à un climat océanique altéré et est dans la région climatique Lorraine, plateau de Langres, Morvan, caractérisée par un hiver rude (1,5 °C), des vents modérés et des brouillards fréquents en automne et hiver.
Pour la période 1971-2000, la température annuelle moyenne est de 9,8 °C, avec une amplitude thermique annuelle de 15,6 °C. Le cumul annuel moyen de précipitations est de 899 mm, avec 13,5 jours de précipitations en janvier et 9,4 jours en juillet. Pour la période 1991-2020, la température moyenne annuelle observée sur la station météorologique de Météo-France la plus proche, « Septsarges », sur la commune de Septsarges à 10 km à vol d'oiseau, est de 10,3 °C et le cumul annuel moyen de précipitations est de 942,8 mm. 
La température maximale relevée sur cette station est de 39,9 °C, atteinte le 25 juillet 2019 ; la température minimale est de −15,7 °C, atteinte le 1er janvier 1997,,.
Les paramètres climatiques de la commune ont été estimés pour le milieu du siècle (2041-2070) selon différents scénarios d'émission de gaz à effet de serre à partir des nouvelles projections climatiques de référence DRIAS-2020. Ils sont consultables sur un site dédié publié par Météo-France en novembre 2022.

## Urbanisme

### Typologie
Au 1er janvier 2024, Charpentry est catégorisée commune rurale à habitat très dispersé, selon la nouvelle grille communale de densité à sept niveaux définie par l'Insee en 2022.
Elle est située hors unité urbaine et hors attraction des villes,.

### Occupation des sols
L'occupation des sols de la commune, telle qu'elle ressort de la base de données européenne d’occupation biophysique des sols Corine Land Cover (CLC), est marquée par l'importance des territoires agricoles (100 % en 2018), une proportion identique à celle de 1990 (100 %). La répartition détaillée en 2018 est la suivante : 
terres arables (56,3 %), prairies (35,9 %), zones agricoles hétérogènes (7,8 %). L'évolution de l’occupation des sols de la commune et de ses infrastructures peut être observée sur les différentes représentations cartographiques du territoire : la carte de Cassini (XVIIIe siècle), la carte d'état-major (1820-1866) et les cartes ou photos aériennes de l'IGN pour la période actuelle (1950 à aujourd'hui).

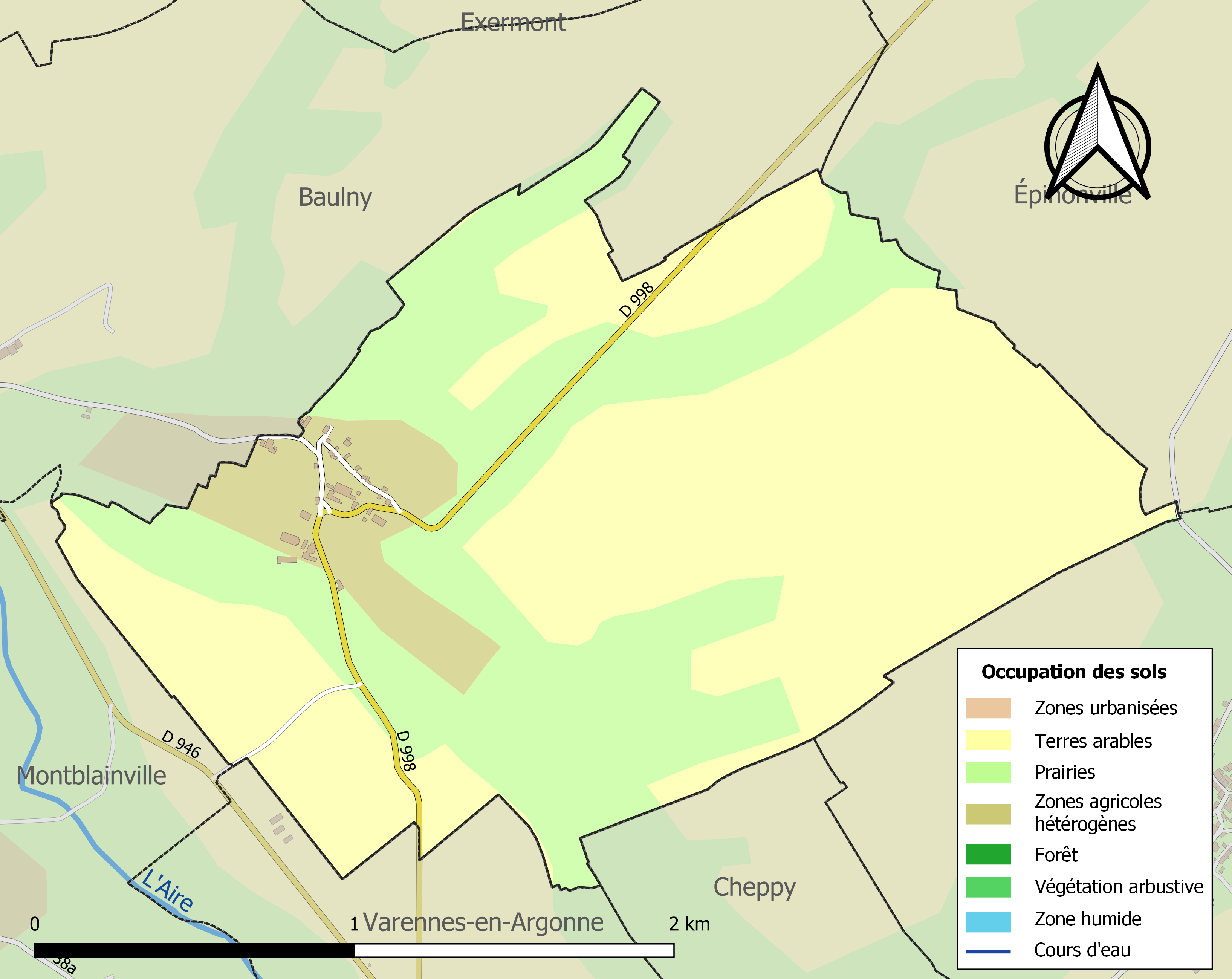
Carte des infrastructures et de l'occupation des sols de la commune en 2018 (CLC).

## Toponymie
Le nom de la localité est attesté sous les formes Charpenterey (1389) ; Chapitray (1712) ; Carpentriacum.

## Histoire
Le 27 septembre 1918, le deuxième jour de l'offensive Meuse-Argonne, la 79e division d'infanterie américaine conquiert Charpentry.
Pendant la bataille de France, en juin 1940, Charpentry était occupée par la Wehrmacht.
De 1973 à 1986 elle a été fusionnée avec la commune de Baulny pour former la commune de Baulny-Charpentry.

## Politique et administration
| Période                                  | Période   | Identité                                      | Étiquette | Qualité     |
| ---------------------------------------- | --------- | --------------------------------------------- | --------- | ----------- |
| Les données manquantes sont à compléter. |           |                                               |           |             |
| mars 2001                                | mars 2014 | Thérèse Deroche                               |           |             |
| mars 2014                                | En cours  | Arnaud Deroche Réélu pour le mandat 2020-2026 |           | Agriculteur |

## Population et société

### Démographie
L'évolution du nombre d'habitants est connue à travers les recensements de la population effectués dans la commune depuis 1793. Pour les communes de moins de 10 000 habitants, une enquête de recensement portant sur toute la population est réalisée tous les cinq ans, les populations de référence des années intermédiaires étant quant à elles estimées par interpolation ou extrapolation. Pour la commune, le premier recensement exhaustif entrant dans le cadre du nouveau dispositif a été réalisé en 2007.

En 2022, la commune comptait 23 habitants, en évolution de +4,55 % par rapport à 2016 (Meuse : −4,4 %, France hors Mayotte : +2,11 %).
| 1793 | 1800 | 1806 | 1821 | 1831 | 1836 | 1841 | 1846 | 1851 |
| ---- | ---- | ---- | ---- | ---- | ---- | ---- | ---- | ---- |
| 156  | 149  | 176  | 136  | 195  | 176  | 194  | 180  | 162  |

| 1856 | 1861 | 1866 | 1872 | 1876 | 1881 | 1886 | 1891 | 1896 |
| ---- | ---- | ---- | ---- | ---- | ---- | ---- | ---- | ---- |
| 146  | 149  | 164  | 154  | 136  | 143  | 138  | 135  | 112  |

| 1901 | 1906 | 1911 | 1921 | 1926 | 1931 | 1936 | 1946 | 1954 |
| ---- | ---- | ---- | ---- | ---- | ---- | ---- | ---- | ---- |
| 102  | 88   | 93   | 39   | 84   | 100  | 79   | 59   | 53   |

| 1962 | 1968 | 1990 | 1999 | 2006 | 2007 | 2012 | 2017 | 2022 |
| ---- | ---- | ---- | ---- | ---- | ---- | ---- | ---- | ---- |
| 57   | 61   | 39   | 32   | 29   | 28   | 22   | 22   | 23   |

## Culture locale et patrimoine

### Personnalités liées à la commune
- Jean Goulden

### Héraldique
| Blason de Charpentry | Blason  | Coupé d'azur à la ferme de charpente d'or accostée de deux étoiles du même, et de gueules à la cardère d'or ; une trangle ondée du même brochant sur la partition. |
| Blason de Charpentry | Détails | Création de R.A. Louis et D. Lacorde avec les conseils de la Commission Héraldique de l'UCGL. Adopté en 2014.                                                      |